# いのうえかよ
いのうえ かよ（11月2日 - ）は、日本の女性声優。アールグルッペ所属。神奈川県出身。

## 人物
趣味・特技は音楽鑑賞、カラオケ、書道初段、手芸、編み物。

## 主な出演作品

### テレビアニメ
- はっけん たいけん だいすき！しまじろう→しまじろう ヘソカ

（ののちゃんのママ、まるりんのママ〈初代〉）

### OVA
- ぷっぷるのどれドレパーティー（くりのすけ）

### ゲーム
- ほしがりエンプーサ
- 麻雀三国志
- 雪語り（由香）

### テレビ
- 発掘!あるある大事典
- 氷炎

### 映画
- 悪の華

### CM
- 埼玉県車検協会 車検はてんけんくんで!
- ナムコワンダーパーク

### 舞台
- 青ひげ公の城
- 朝に死す
- 広くて素敵な宇宙じゃないか
- 走れドンキー